# Stavely
Stavely är en ort i Kanada.   Den ligger i provinsen Alberta, i den södra delen av landet, 2 900 km väster om huvudstaden Ottawa. Stavely ligger 1 035 meter över havet och antalet invånare är 505.
Terrängen runt Stavely är platt, och sluttar österut. Trakten runt Stavely är nära nog obefolkad, med mindre än två invånare per kvadratkilometer.. Närmaste större samhälle är Claresholm, 15,2 km söder om Stavely.
Trakten runt Stavely består till största delen av jordbruksmark.